# Paweł Kukiz
Paweł Piotr Kukiz né le 24 juin 1963 à Paczków, est un chanteur, acteur et homme politique polonais.
Candidat à l'élection présidentielle polonaise de 2015, il arrive en troisième position au premier tour. Dans la foulée, il fonde et prend la tête du parti Kukiz'15.

## Biographie
Fils de Tadeusz Kukiz (pl), un médecin originaire des Kresy, Paweł Kukiz effectue sa scolarité à Niemodlin, où il fonde le groupe Piersi (pl) en 1984. Il commence des études en administration à l'université de Wrocław, puis de droit et de science politique à l'université de Varsovie.
Marié à Małgorzata depuis 1991, il est père de trois filles prénommées Julia, Pola et Hanna.

### Carrière musicale
Dès les années 80, il fonde successivement plusieurs groupes de rock tels que CDN, Hak (pl) et Aya RL (pl). De 1984 à 2013, il est le leader du groupe Piersi (pl), qui sort neuf albums. L'un des morceaux «Le ZChN (Union chrétienne-nationale) arrive» est accusé d'avoir offensé les sentiments religieux.
De 1989 à 1993, il est aussi le chanteur du groupe « Les Émigrants (pl) ». En 2001, il prend part au projet musical Yugoton (en), et en 2007 dans son prolongement Yugopolis (pl). En 2003, il sort un album en duo avec Jan Borysewicz (en). Il a aussi travaillé avec le rappeur Pih.
À partir de 2009, il produit et présente l'émission « La fin des fins » sur TVP 1. En 2010, il est membre du jury du festival de la chanson anglaise de Brzeg.

### Autres activités
Il joue dans une douzaine de films et téléfilms entre 1982 et 2006.
En 2009, il devient rédacteur en chef du portail Internet nieobecni.com.pl, consacré aux cimetières polonais y compris à l'est de l'actuelle frontière orientale de la Pologne, ainsi que les cimetières historiques dans les territoires occidentaux recouvrés en 1945 (notamment juifs et allemands).

### Engagements civiques et politiques
En 2010 et 2011, il participe à la marche de l'indépendance (pl) du 11 novembre organisée par des mouvements nationalistes, avant d'en quitter le comité d'organisation. En 2012, il s'engage en faveur d'une réforme électorale instituant le scrutin uninominal à un tour par circonscription sur le modèle britannique.
En 2014, il est élu membre de la diétine de la voïvodie de Basse-Silésie.
En 2015, il est candidat à l'élection présidentielle sur le thème de la condamnation des grands partis qui ont été au pouvoir depuis 1990 et pour le scrutin uninominal par circonscription. Il s'oppose à la fécondation in vitro et à l'adoption par des couples homosexuels. Longtemps largement distancé dans les sondages, il remonte très nettement dans les dernières semaines de la campagne électorale, avant d'arriver en troisième position à l'issue du premier tour, avec 20,8 % des voix, un score supérieur à celui que lui accordaient les dernières enquêtes d’opinion. Il fonde alors le parti Kukiz'15.

## Musique

### Album
- 2003 : Borysewicz & Kukiz
- 2010 : Starsi panowie
- 2012 : Siła i honor
- 2014 : Zakazane piosenki

### Œuvres musicales
- 1996 : Już nie ma dzikich plaż
- 1997 : Hej Janicku
- 1999 : Żywot staruszka
- 1999 : Chodź, zabiorę cię
- 2000 : Na opolskim rynku
- 2001 : Rzadko widuję cię z dziewczętami
- 2002 : Niby jestem, niby nie
- 2003 : Bo tutaj jest jak jest
- 2003 : Jeśli tylko chcesz
- 2004 : Jest taki dzień
- 2007 : Miasto budzi się
- 2012 : Czyste oczy
- 2012 : Old Punk
- 2014 : Samokrytyka

## Films
- 1982 : Jarocin '82
- 1985 : ... jestem przeciw
- 1986 : Fala - Jarocin '85
- 1995 : Girl Guide
- 1998 : Billboard
- 1998 : Matki, żony i kochanki
- 1998 : Poniedziałek
- 1999 : Stacja PRL
- 2000 : Dzieci Jarocina
- 2001 : Wtorek
- 2004 : Czwarta władza
- 2006 : S@motność w sieci

## Récompenses
- 1995 : Nagroda Fundacji Kultury Polskiej pour le film Girl Guide
- 2003 : Nomination aux Fryderyks pour l'album Borysewicz & Kukiz
- 2006 : Order Uśmiechu (Ordre du Sourire)